# Livoneca papernea
Livoneca papernea är en kräftdjursart som beskrevs av Trilles, Colorni och Daniel Golani 1999. Livoneca papernea ingår i släktet Livoneca och familjen Cymothoidae. Inga underarter finns listade i Catalogue of Life.